# Asfalto che scotta
Asfalto che scotta (Classe tous risques) è un film del 1960 diretto da Claude Sautet, tratto da un romanzo di José Giovanni, interpretato da Lino Ventura e Jean-Paul Belmondo.

## Trama
Abel Davos, un gangster condannato a morte in contumacia e ricercato dalla polizia, si rifugia in Italia con la sua donna e i suoi due figli piccoli. Dopo un colpo col suo amico Raymond, sul punto di essere ritrovato, Abel deve rientrare clandestinamente in Francia. Therese, insieme ai suoi due bambini, viene raggiunta da Abel in una cittadina italiana alla frontiera. Di notte, con un motoscafo insieme a Raymond, partendo da Sanremo raggiungono la costa francese a Mentone. Sembra fatta, ma due guardie francesi li scorgono. Ne nasce una sparatoria. Muoiono i doganieri, Therese e Raymond. Abel fugge con i due figli a Nizza. Da qui chiede aiuto per telefono a un suo amico a Parigi, Riton "La Porte", proprietario di un caffè. Questi ne parla ad altri due suoi compari: Raoul Fargier, ex scassinatore ora proprietario d'albergo, e Jeannot, un uomo senza fortuna e sotto sorveglianza, che si organizzano per acquistare un'ambulanza e tramite un certo Nevada trovare un autista al posto loro, Eric Stark.
Abel intanto, dopo aver trovato rifugio presso un suo amico affittacamere, un certo Benazet, deve lasciare l'abitazione coi bambini. Eric accetta l'incarico e raggiunge l'ufficio postale di Grimaldi dove grazie a una foto riconosce Abel. Presi i bambini in attesa sulla spiaggia, di notte si mettono in viaggio. Lungo la strada Eric scorge una ragazza, Liliane, mentre viene picchiata dal suo agente teatrale. Eric scende, chiede spiegazioni e mette l'aggressore fuori gioco. Fa montare in macchina la ragazza che doveva recarsi a Parigi e le racconta una storia per giustificare la presenza di Abel e dei bambini, quindi le fa indossare un camice da infermiera per non dare nell'occhio. Liliane però scorge il mitragliatore di Abel e s'insospettisce. A due ore di macchina da Parigi Eric fa benzina. Liliane vorrebbe telefonare a qualcuno ma ci ripensa. Ripartono, ma al mattino vengono fermati a un posto di blocco. Eric mostra i suoi documenti. La guardia trova anche Liliane, chiede cos'abbia il malato, si convince e li fa passare.
A Parigi Eric ringrazia la ragazza e le chiede il suo indirizzo, lei glielo fornisce ma triste gli augura anche tanta fortuna. Abel finalmente incontra gli amici: Riton, la cui moglie non gradisce la visita, Jeannot, che gli fornisce il suo numero di telefono senza poterlo aiutare, e Fargier, che dice di potergli offrire l'aiuto di un cugino in Bretagna. Abel, contrariato perché in passato era stato solidale con loro, capisce di essere rimasto solo. Con Eric Abel si reca al museo della Marina dove ha lavorato il padre e affida i suoi bambini a un guardiano suo amico. Eric, peraltro conosciuto da poco, si mostra invece molto amichevole ospitando Abel in casa propria.
Benazet, intanto, riceve la visita della polizia che lo arresta per aver ospitato Abel senza registrarlo. Liliane, mentre fa le prove a teatro, riceve la visita di Eric al quale chiede informazioni su Abel, i bambini, la moglie e... la mitraglietta dimostrando di aver capito che la storia raccontatale era falsa. Eric per farsi perdonare la porta a cena e le spiega di essere un malvivente, tuttavia lei è innamorata. Il giorno dopo Eric procura ad Abel un passaporto e gli propone di lavorare assieme. Abel, grato ma memore della morte di Raymond, rifiuta. Intanto Fargier riceve la visita di un ispettore alla ricerca di Abel. Abel spiega a Eric che ha un piano perché ha bisogno di soldi. Così fa visita a un ricettatore suo conoscente, Gibelin, arricchitosi coi suoi colpi, e gli sottrae 5 milioni di franchi.
Qualche tempo dopo un agente di polizia privata che sa che Abel è ospite di Eric, viene da questi scoperto. Abel per questo si reca nell'agenzia d'investigazione e costringe il capo a far venire da lui chi lo pagava per cercarlo. È Gibelin che volendo riottenere i suoi soldi aveva saputo di Eric da Fargier che aveva venduto Abel alla polizia. Abel uccide allora prima Gibelin poi Fargier. Intanto la polizia convince Riton a collaborare. Si reca quindi da Eric che scappando per le scale e venendo ferito alle gambe dà modo ad Abel di fuggire. In ospedale Liliane fa visita ad Eric, felice della conferma dell'amore di lei. Ad Abel non rimane che Jeannot che però, privo di mezzi, non può far nulla per lui.
Ormai ai margini della società e senza i suoi figli Abel braccato viene presto arrestato, condannato e giustiziato.

## Critica
Per il Dizionario Mereghetti il film è «tra i migliori noir francesi di sempre», «in perfetto equilibrio tra noir, azione e analisi psicologica». Per il Dizionario Morandini «sa conciliare nervosamente la tensione dell'azione con l'approfondimento psicologico».